# Peter Reifenberg (Theologe)
Peter Reifenberg (* 6. Dezember 1956) ist ein deutscher römisch-katholischer Theologe.

## Leben
Er studierte katholische Theologie und wurde 1991 an der Universität Mainz promoviert. Seit 2001 leitete er die Akademie des Bistums Mainz, Erbacher Hof. Er ist Dozent am Theologischen Institut der Universität Mannheim. 2005 wurde er zum außerplanmäßigen Professor der Moraltheologie an der Katholisch-Theologischen Fakultät der Universität Freiburg ernannt. Er ist  verheiratet und hat zwei Söhne.

## Schriften (Auswahl)
- Situationsethik aus dem Glauben. Leben und Denken Ernst Michels (1889–1964) (= Moraltheologische Studien. Systematische Abteilung. Band 17). EOS-Verlag, Sankt Ottilien 1992, ISBN 3-88096-467-X (zugleich Dissertation, Mainz 1991).
- (Hrsg.): Gott, das bleibende Geheimnis. Festschrift für Walter Seidel zum 70. Geburtstag. Echter, Würzburg 1996, ISBN 3-429-01780-7.
- (Hrsg.): Licht aus dem Ursprung. kirchliche Gemeinschaft auf dem Weg ins 3. Jahrtausend. Echter, Würzburg 1996, ISBN 3-429-01924-9.
- Verantwortung aus der Letztbestimmung. Maurice Blondels Ansatz zu einer Logik des sittlichen Lebens (= Freiburger theologische Studien. Band 166). Herder, Freiburg im Breisgau/Basel/Wien 2002, ISBN 3-451-27491-4 (zugleich Habilitationsschrift, Freiburg im Breisgau 2001).
- mit Karl Kardinal Lehmann (Hrsg.): Zeuge des Wortes Gottes. Hermann Kardinal Volk. Matthias-Grünewald-Verlag, Mainz 2004, ISBN 3-7867-2552-7.
- mit Albert Raffelt (Hrsg.): Universalgenie Blaise Pascal. Eine Einführung in sein Denken. Echter, Würzburg 2011, ISBN 978-3-429-03299-9.

| Personendaten    | Personendaten                           |
| ---------------- | --------------------------------------- |
| NAME             | Reifenberg, Peter                       |
| KURZBESCHREIBUNG | deutscher römisch-katholischer Theologe |
| GEBURTSDATUM     | 6. Dezember 1956                        |